# Вајтвотер (Индијана)
Вајтвотер (енгл. Whitewater) град је у америчкој савезној држави Индијана.

## Демографија
По попису из 2010. године број становника је 83, што је 5 (6,4%) становника више него 2000. године.
| Група             | 2000.       | 2010.       |
| Белци             | 78 (100,0%) | 83 (100,0%) |
| Афроамериканци    | 0 (0,0%)    | 0 (0,0%)    |
| Азијати           | 0 (0,0%)    | 0 (0,0%)    |
| Хиспаноамериканци | 0 (0,0%)    | 0 (0,0%)    |
| Укупно            | 78          | 83          |